# Liv Westphal
Liv Westphal (* 22. Dezember 1993 in Mailand, Italien) ist eine französische Leichtathletin, die im Langstreckenlauf und Crosslauf antritt.

## Sportliche Laufbahn
Erste Erfahrungen bei internationalen Meisterschaften sammelte Westphal bei den Junioreneuropameisterschaften 2011 im estnischen Tallinn. Dort belegte sie über 5000 Meter den elften Platz. 2012 wurde sie mit neuer Bestleistung über 3000 Meter ebenfalls Elfte bei den Juniorenweltmeisterschaften in Barcelona. Zudem belegte sie bei den Crosslauf-Europameisterschaften den zwölften Platz in der Juniorinnenwertung. 2013 gewann sie nachträglich die Bronzemedaille über 5000 Meter bei den U23-Europameisterschaften in Tampere, nachdem zwei vor ihr platzierte Athletinnen wegen Dopings disqualifiziert wurden. Bei den Crosslauf-Europameisterschaften in Belgrad wurde sie Sechste in der U23-Wertung. 2015 gewann sie bei den U23-Europameisterschaften in der estnischen Hauptstadt Tallinn die Goldmedaille mit einem neuen französischen U23-Rekord von 15:30,61 min. Zudem gewann sie mit der französischen Mannschaft die Silbermedaille bei den Crosslauf-Europameisterschaften. Sie trug dazu einen 20. Platz bei. Nach einem durchwachsenen Jahr 2016 belegte sie bei den Crosslauf-Europameisterschaften in Chia den neunten Platz in der allgemeinen Klasse. 2017 vertrat sie Frankreich bei der Team-Europameisterschaft und wurde dort Vierte über 5000 Meter.
Sie lebt und trainiert in Boston, wo sie auch am Boston College Kommunikation und Leadership and Administration studierte, und 2015 und 2016 ihre ersten Abschlüsse machte.

## Bestleistungen

### Freiluft
- 1500 Meter: 4:25,65 min, 18. April 2013 in Raleigh
- 3000 Meter: 9:15,33 min, 19. Mai 2019 in Caen
- 5000 Meter: 15:28,71 min, 25. Juli 2015 in London
- 10.000 Meter: 32:02,38 min, 6. Juli 2019 in London
- 5-Kilometer-Straßenlauf: 15:31 min, 16. Februar 2020 in Monaco
- 10-Kilometer-Straßenlauf: 31:15 min, 29. Dezember 2019 in Houilles

### Halle
- 3000 Meter: 9:08,99 min, 13. Februari 2015 in Boston
- 5000 Meter: 15:31,62 min, 6. Dezember 2014 in Boston (Französischer Rekord)